# مایکل اردن
مایکل اردن (انگلیسی: Michael Arden؛ زادهٔ ۶ اکتبر ۱۹۸۲) هنرپیشه و خواننده اهل ایالات متحده آمریکا است.
او در سال ۲۰۱۵، برنده جایزه Outer Critics Circle Awards شده‌است و در سال 2016 Outer Critics Circle Awards را برده‌است. وی علنا همجنس‌گراست و با جانی سینز ازدواج کرده‌است.